# Macrothele proserpina
Macrothele proserpina is een spinnensoort uit de familie Macrothelidae. De soort komt voor in Vietnam.